# Brycon behreae
Brycon behreae es una especie de pez de la familia Characidae en el orden de los Characiformes.

## Morfología
Los machos pueden llegar alcanzar los 26,5 cm de longitud total y 2.273 g. de peso.

## Hábitat
Vive en zonas de clima tropical entre 21 °C - 29 °C de temperatura.

## Alimentación
Es omnívoro: come frutos, flores, semillas, insectos, anélidos, crustáceos  y peces pequeños.

## Distribución geográfica
Se encuentran en Centroamérica: vertientes pacífico y atlántico de Panamá y vertiente pacífico de Costa Rica.